# La Ferrière-au-Doyen (Orne)
La Ferrière-au-Doyen es una comuna francesa situada en el departamento de Orne, en la región de Normandía.

## Demografía
| 241 | 202 | 193 | 202 | 197 | 214 | 155 |
| Para los censos de 1962 a 1999 la población legal corresponde a la población sin duplicidades (Fuente: INSEE [Consultar]) |     |     |     |     |     |     |